# 長榮姓
長榮姓（日语：ちょうえい）為琉球族獨有的漢式複姓，琉球國規定外島士族須使用複姓，部份複姓為琉球人自創，長榮姓是其中之一，為八重山系士族姓氏之一。元祖為石垣島豪族長田大主信保，其子孫皆屬於八重山長榮氏，名乘頭為「信」）。

## 名人
- 兼島信助，空手家，為長榮氏兼島家成員
- 大濱信泉，第七代早稻田大學校長